# Apogon chalcius
Apogon chalcius är en fiskart som beskrevs av John Fraser och Randall, 1986. Apogon chalcius ingår i släktet Apogon och familjen Apogonidae. Inga underarter finns listade i Catalogue of Life.